# زاوية (صحافة)
الزاوية في الصحافة هي الجانب الذي تتم معالجته والتطرق إليه في موضوع معين. ويحيل مفهوم الزاوية إلى المعالجة الصحفية المطبقة على الريبورتاج. فيمكن للصحفي إبراز نواحي أو زوايا متعددة لموضوع واحد. كل خبر يمكن نقله وتقديمه ورويته من زوايا مختلفة.